# Лугаль-ушумгаль
Лугаль-ушумгаль — правитель (энси) шумерского государства Лагаш (конец XXIII — начало XXII вв до н. э.).
Современник царей Аккаде Нарам-Суэна и Шаркалишарри.
До вступления на престол был простым писцом.
Имя Лугаль-ушумгаль в переводе с шумерского означает «Царь — дракон» (в смысле неограниченный господин).
Но несмотря на своё имя, Лугальушумгаль неограниченным господином не был; он целиком и полностью зависел от аккадских царей и регулярно посылал им дань.
| II династия Лагаша |                                                |                      |
| Предшественник: ?  | правитель Лагаша ок. XXIII — XXII вв. до н. э. | Преемник: Пузур-Мама |